# Марварі
Марварі або Марварійський кінь — порода коней з Індії, що бере початок з однойменної історичної області Марвар на південному заході індійського штату Раджастхан. Марварі разом з близькоспорідненою індійською породою катхіяварі відомі своєю закрученою формою вух, чим відрізняються від інших верхових порід коней.

## Характеристика породи

### Проміри
Висота в загривку марварійських коней в середньому становить 150 см для жеребців і 140 см для кобил. Профіль голови прямий або злегка горбоносий (римський). Вуха марварі вигнуті всередину так, що кінчики стикаються, також вони можуть обертатися на 180º. Шия вигнута і поставлена досить високо, впадає у виражену холку з глибокою грудною кліткою і мускулистими та широкими плечима. Марварі зазвичай мають довгу спину і похилий круп. Ноги, як правило, стрункі, а копита маленькі, але добре сформовані.

### Масть
Масті різноманітні, особлива увага приділяється білій масті, яка вважається священною в індійській культурі. Це чи не єдина порода коней де існує велика кількість справді білосніжних представників, оскільки за білою мастю ведеться особливий відбір для ритуальних цілей. Також зустрічаються поєднання рябої з будь-якою можливою базовою мастю (гнідою, вороною, рудою), як і самі ці масті, іноді зустрічаються сірі, кремові (солові, булані, ізабелові) представники.

Коні марварійської породи різних мастей
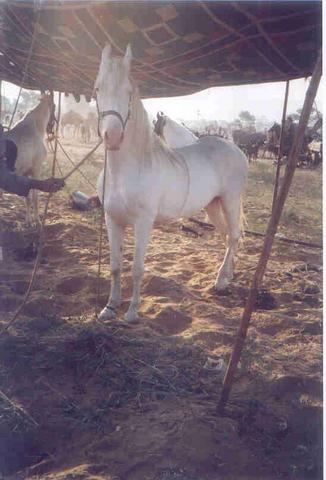
Білої масті
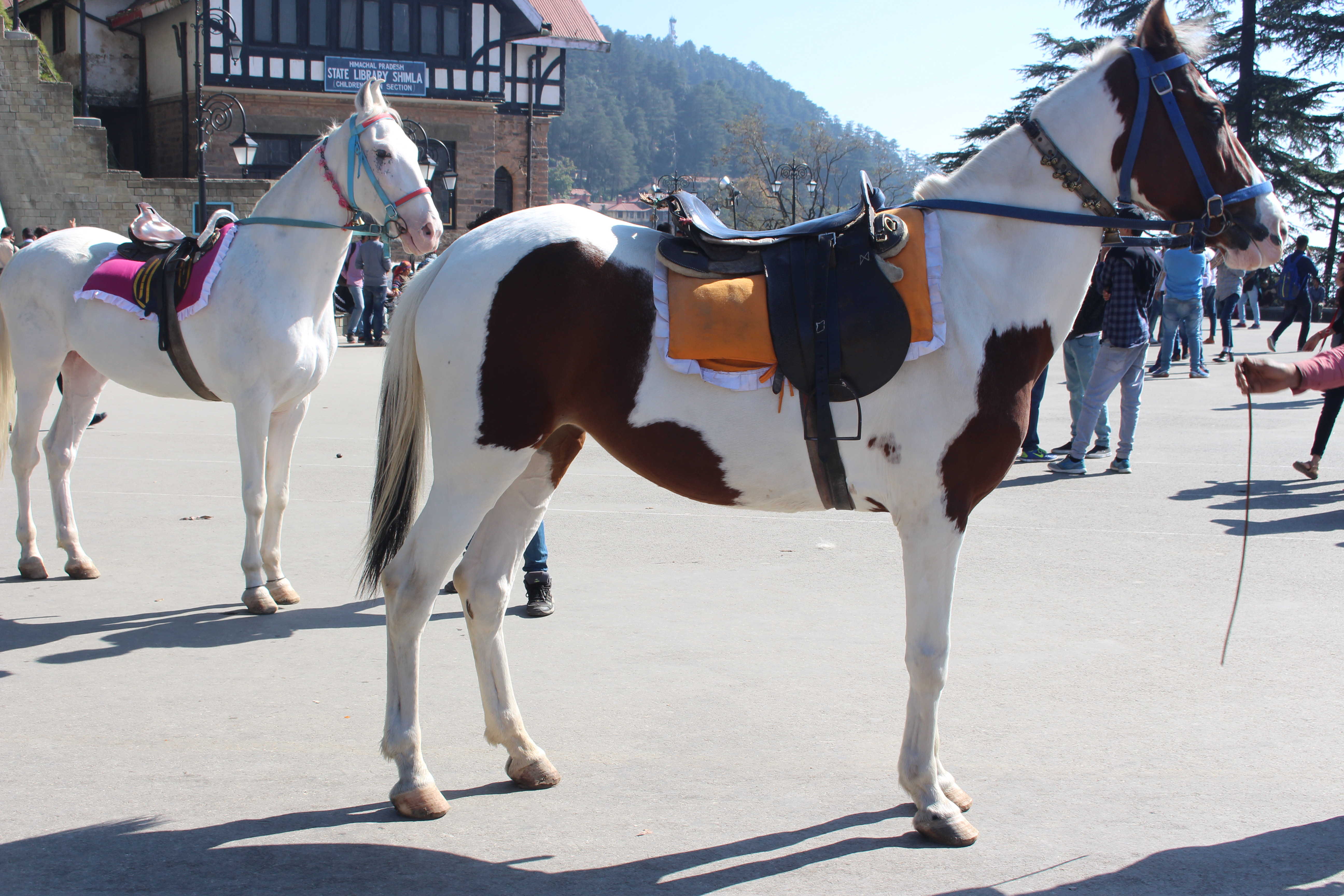
Білої та гнідо-рябої масті
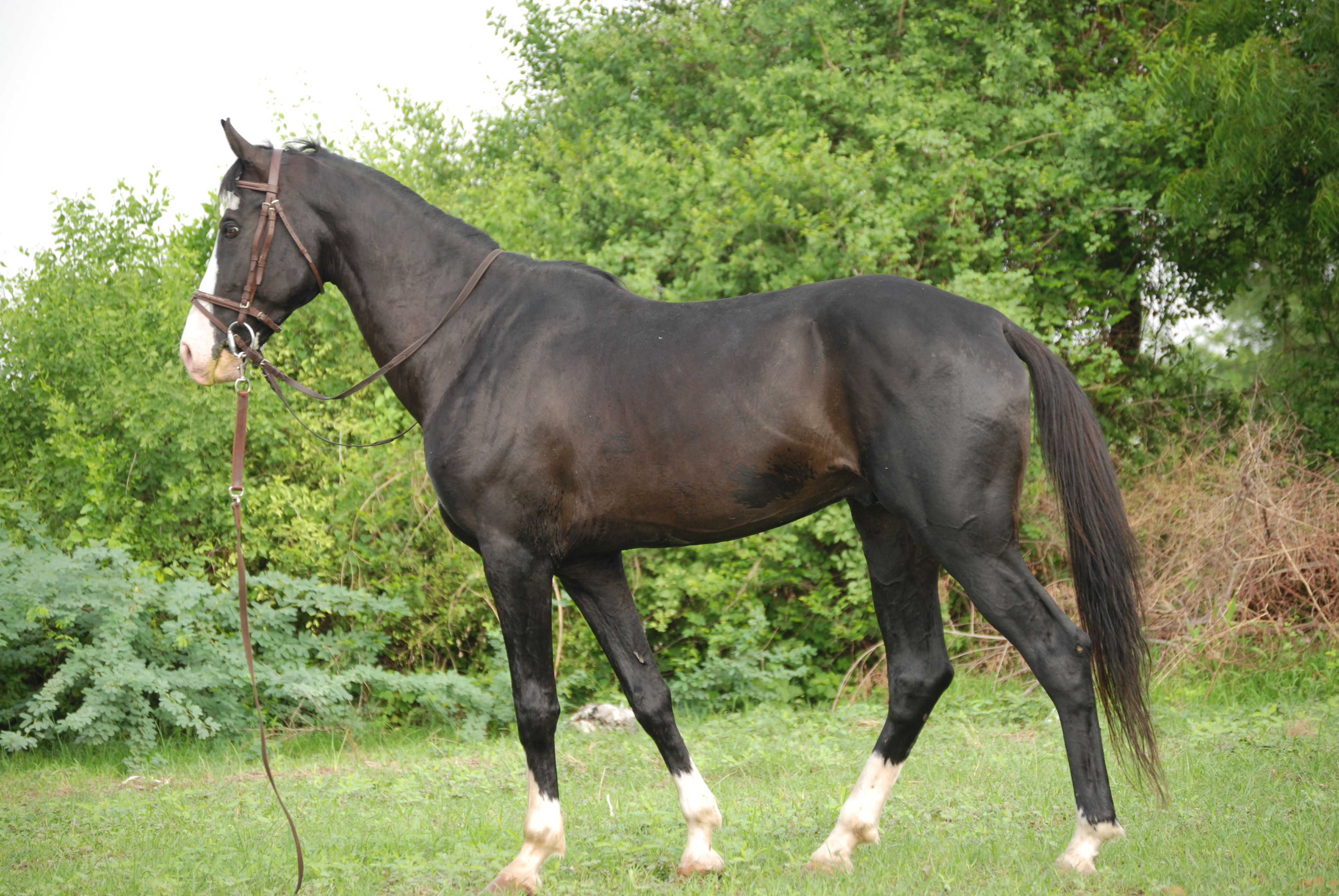
Вороної масті
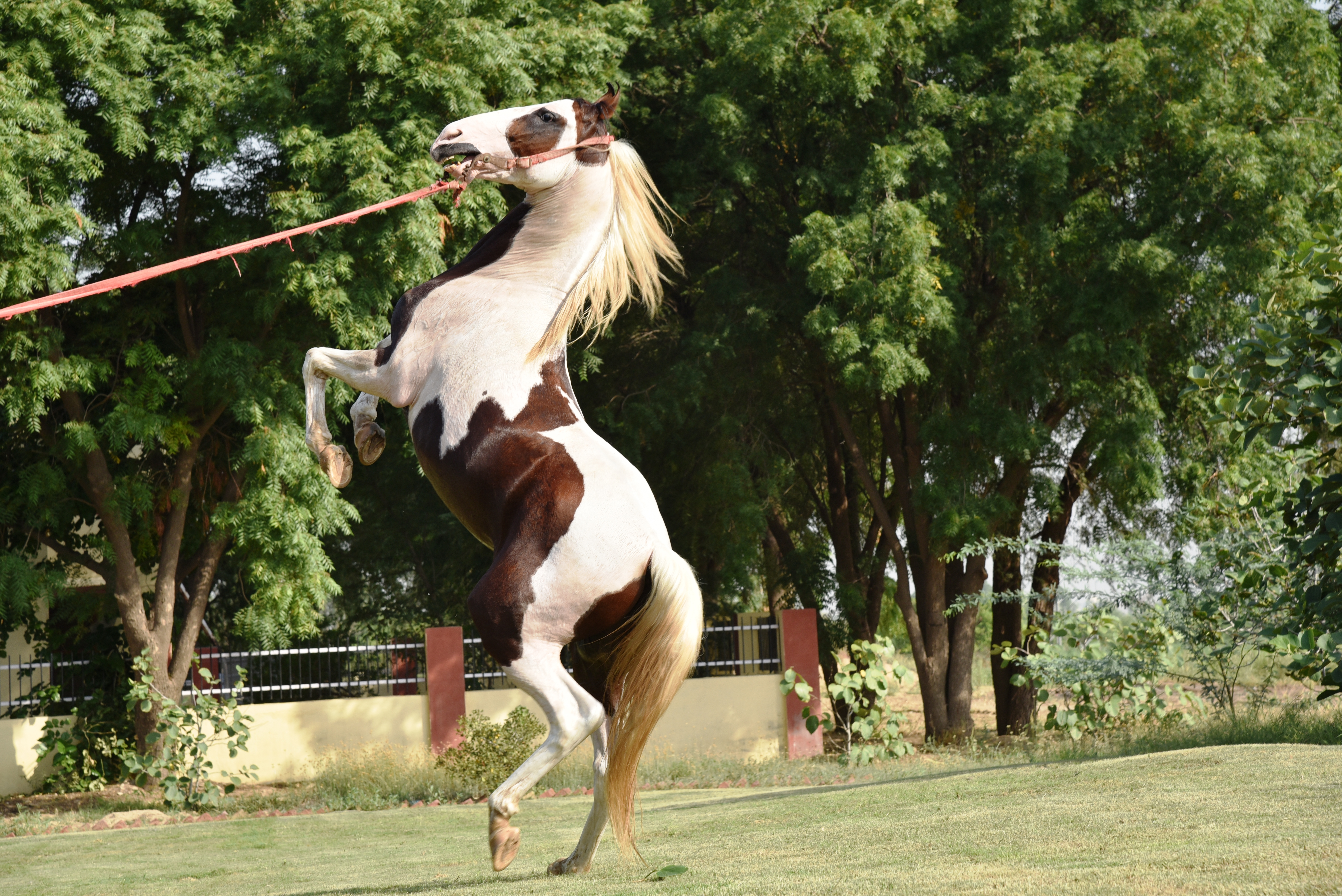
Гнідо-рябої масті
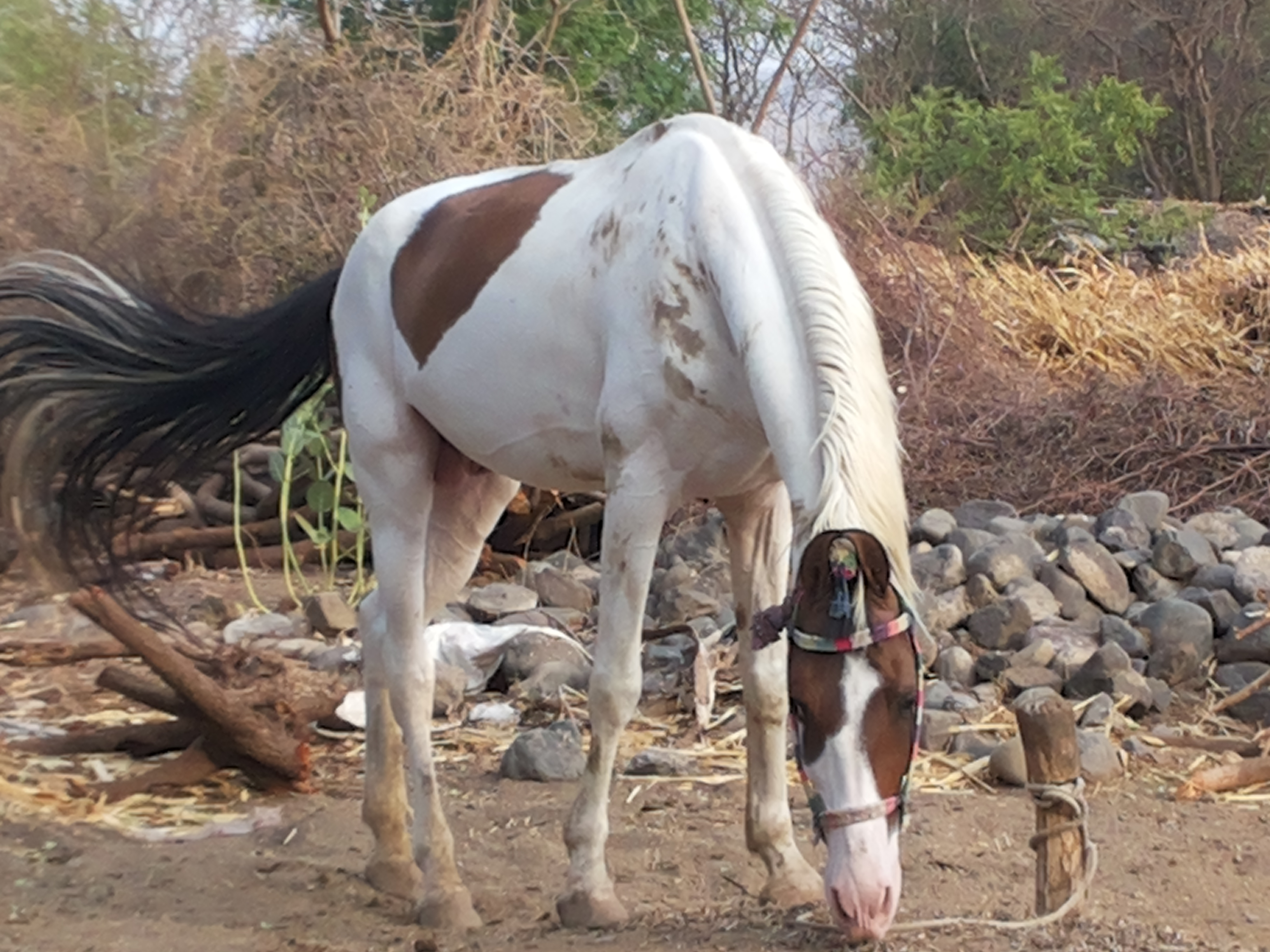
Гнідо-рябої масті
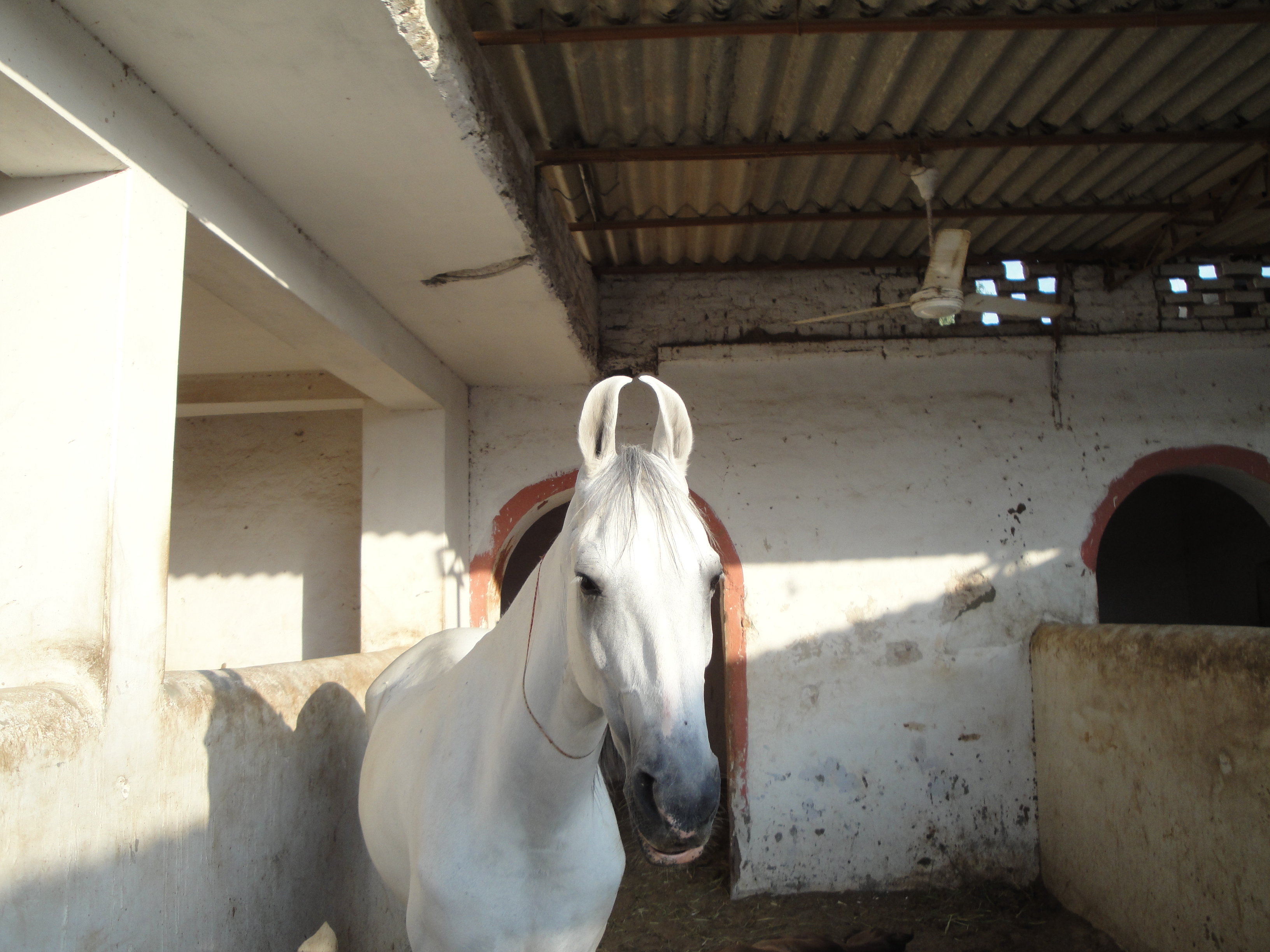
Сірої масті

### Особливості
Окрім незвичайної форми вух, закріпленої на рівні породи, марварійським коням характерні особливі типи алюрів. Цей природній алюр схожий на інохідь і має окрему назву ревал. Не всі представники в породі пересуваються інохіддю, проте цей тип ходи особливо цінний. Також щасливими та вартими уваги вважають коней з завитками на шиї та ногах, марварі світлих мастей та з білими відмітинами. Небажаними для покупців і заводчиків припускають завитки під очима і коней темних мастей, особливо без відмітин.
Породні представники витривалі і легкі в утримуванні, але вони також можуть мати непередбачуваний характер. Марварі пристосовані до тих кліматичних умов, де вони були виведені. Їх використовують для кінних шоу, сафарі на конях, туризмі, в спортивних, церемоніальних та релігійних цілях. Найвідомішим спортом для марварі є поло, іноді проводяться спортивні ігри проти чистокровних коней. 
Всередині породи коней марварі колись існував тип, відомий як натчі, який, як вважають місцеві жителі, "народжений для танців". Прикрашені сріблом, коштовностями та дзвонами, ці коні були навчені виконувати складні рухи та стрибки на багатьох церемоніях, включаючи весілля. Незважаючи на те, що натчі сьогодні не зустрічається, коней все ще тренують елементам складних танців, і останні користуються попитом у сільській місцевості Індії. 

Основні сфери застосування марварі
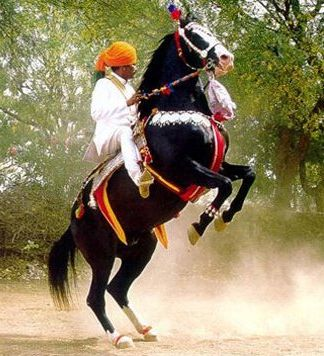
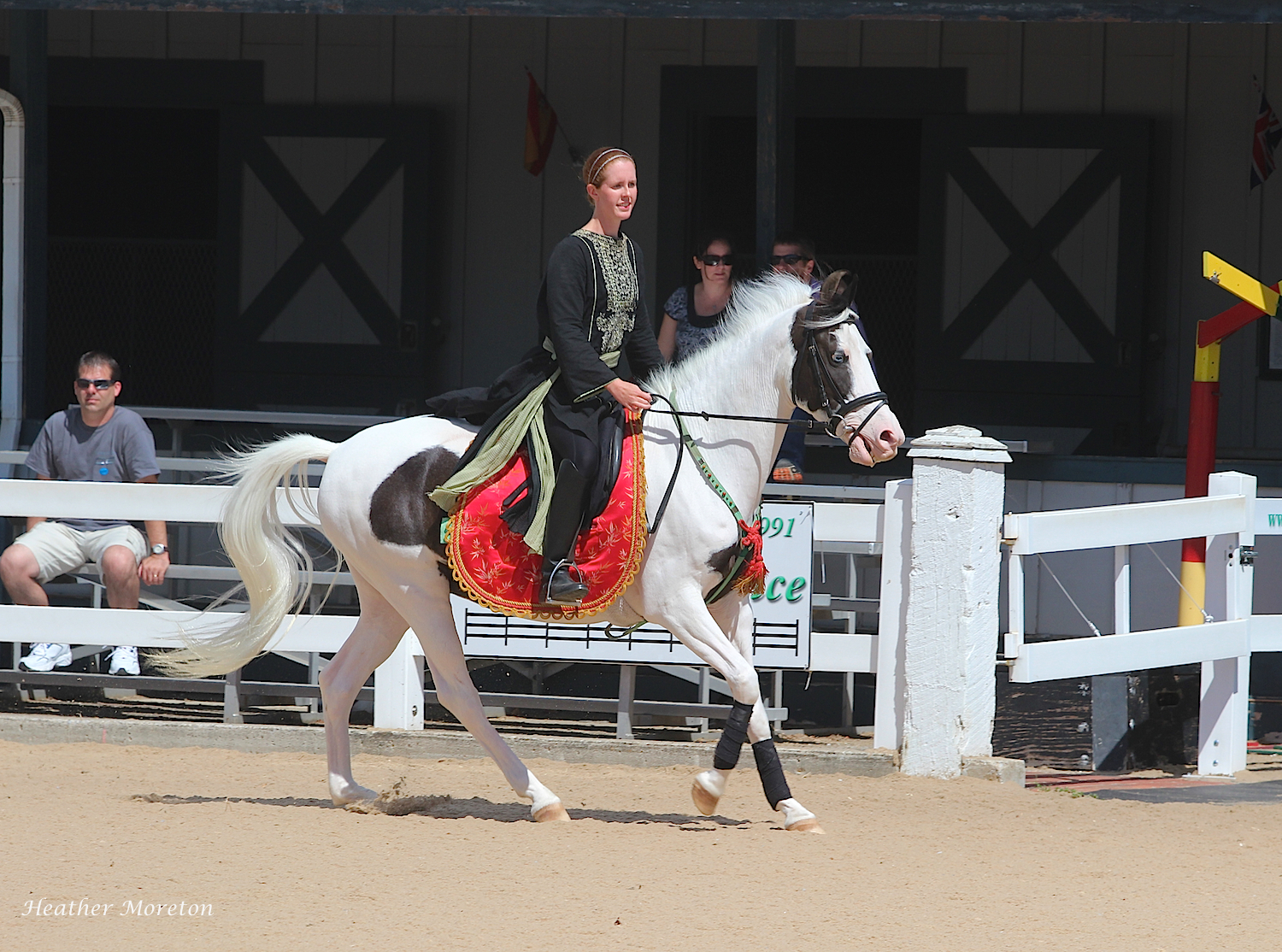
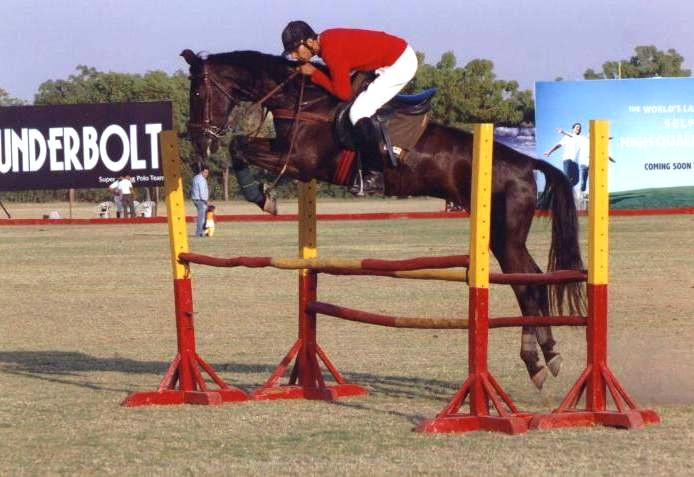
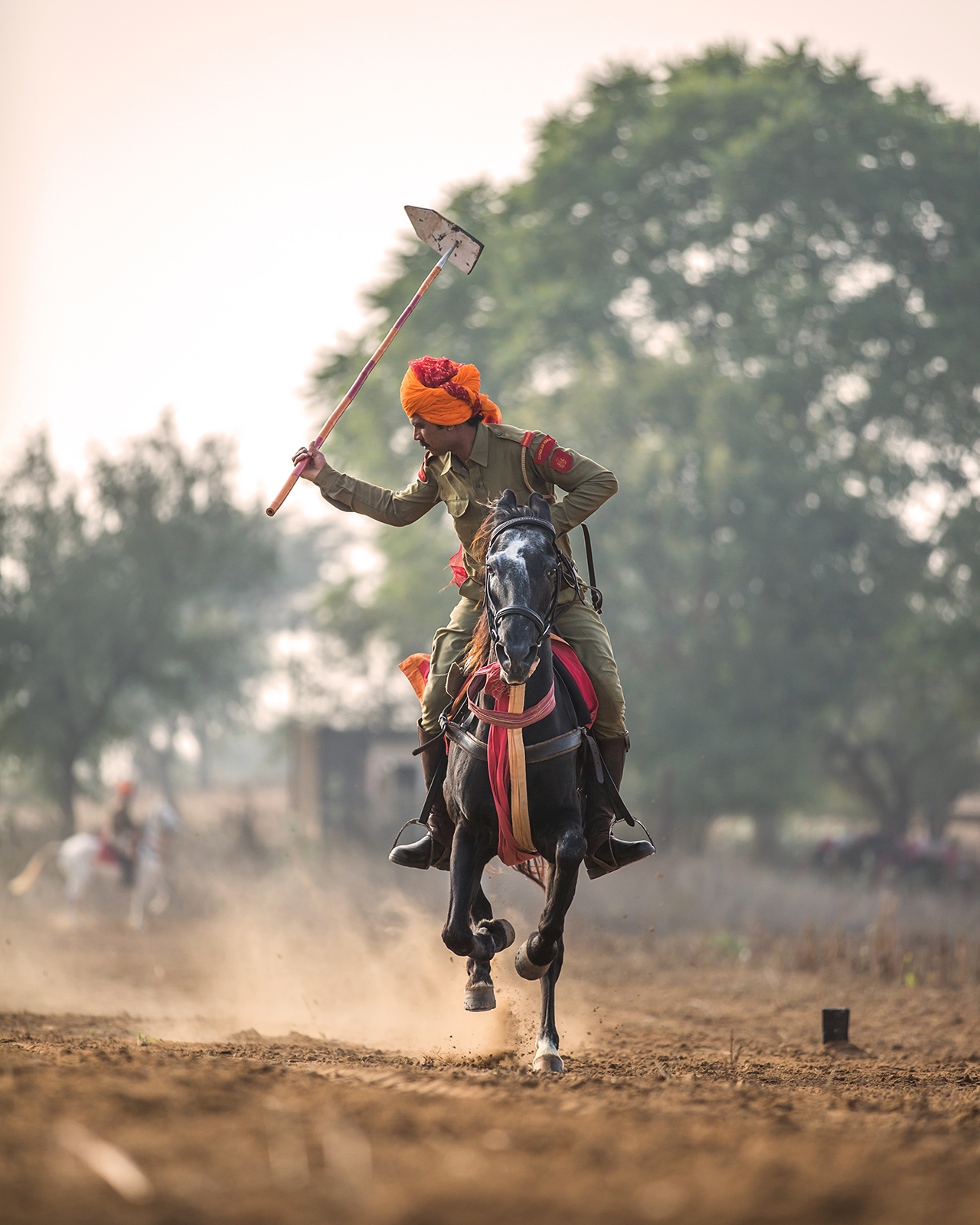
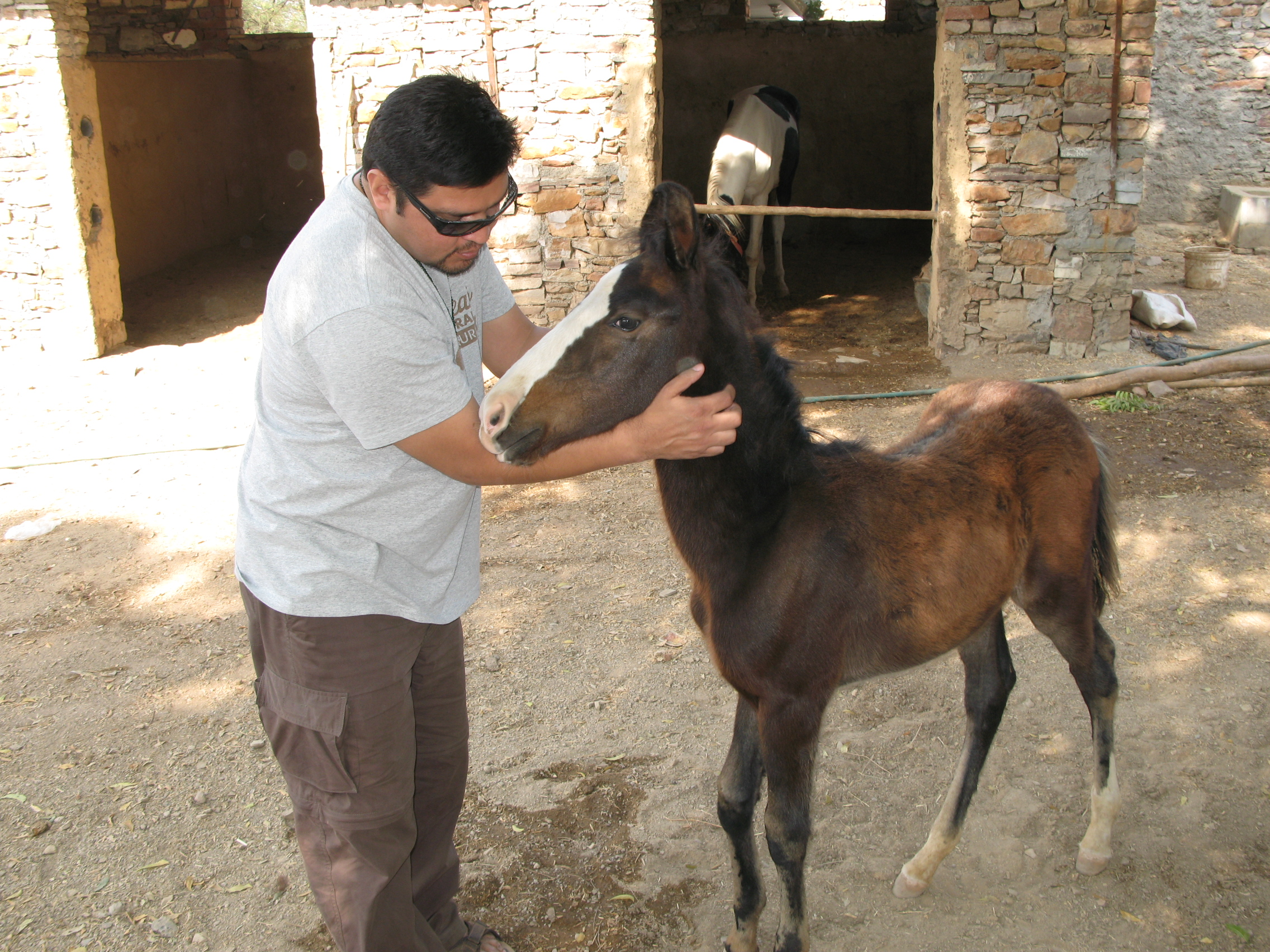

## Історія

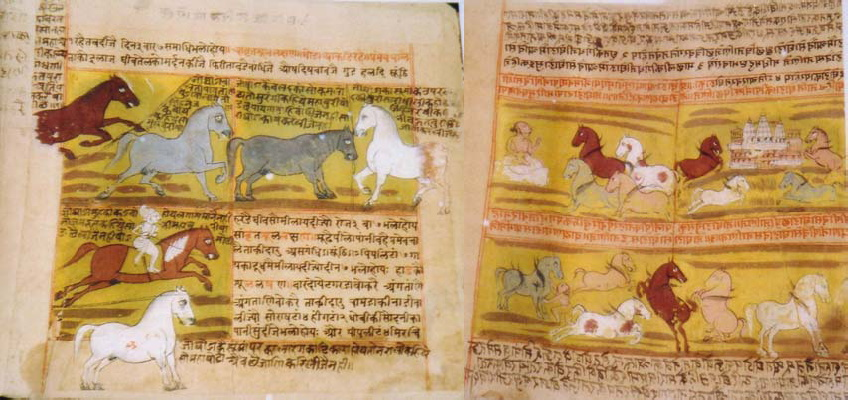
Марварійський кінь в історії

Історія марварі походить від бойових коней раджпутських воїнів Марварської і Меварської областей Раджастану, з подальшим впливом коней туркменського типу під час розквіту Могольської імперії у 16 столітті. Цілком можливо мав місце вплив арабських та монгольських коней на марварійську породу.
Ратхори, марварські правителі і представники успішної раджпутскої кавалерії, були традиційними селекціонерами марварійської породи коней. Ратхори були витіснені зі свого королівства Канаудж у 1193 році і відійшли у Великі Індійські та Тарські пустелі. Коні марварі були життєво необхідними для їх виживання, і протягом 12 століття конярі дотримувалися суворих селекційних процедур розведення, зберігаючи найкращих жеребців для використання. В цей час коні вважалися божественними істотами, і лише іноді вони на них дозволялося їздити членам сімей раджпутів і кшатрії касти воїнів. Коли моголи захопили північну Індію на початку 16 століття, вони з собою привезли туркманських коней, які, ймовірно, використовувалися для доповнення розведення марварі. У цей період Марварі були відомі своєю хоробрістю і мужністю в бою, а також вірністю своїм вершникам та власникам. Наприкінці 16 століття раджпути Марвара під керівництвом імператора Великих Моголів Акбара сформували кавалерійські війська чисельністю понад 50 000 осіб. Ратори вважали, що кінь марварі може залишити поле бою лише за однієї з трьох умов - перемоги, смерті або перенесення пораненого господаря в безпечне місце. Коні були навчені бути надзвичайно чуйними і уважними в умовах бою, і з ними практикували складні маневри верхової їзди. Понад 300 років пізніше, під час Першої світової війни, марварські лансьєри під керівництвом сера Пратапа Сінгха допомагали англійцям в бою. 

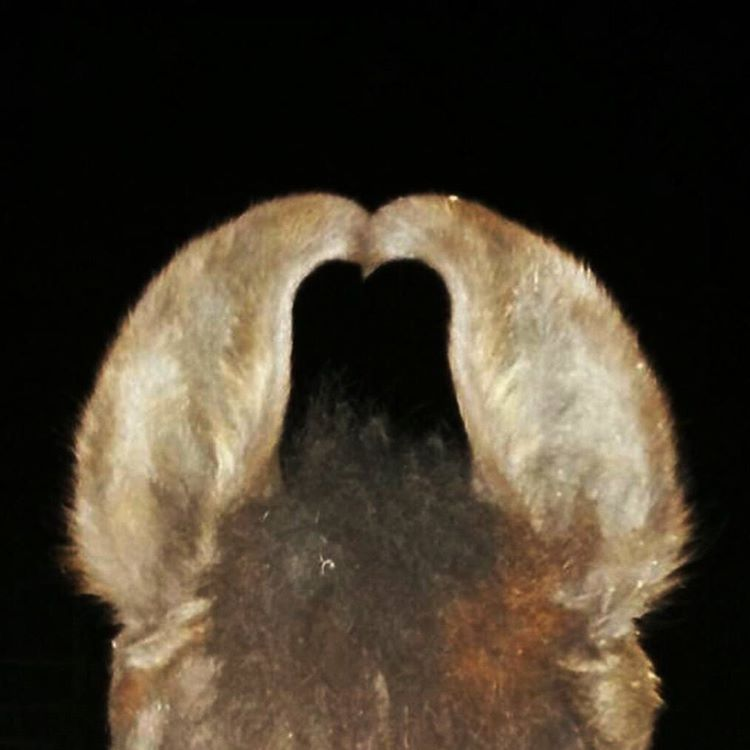
Увігнута форма вух марварі.

В період британського колоніального панування марварійське конярство прийшло в занепад, англійці в Індії на той час віддавали перевагу власним породистим коням та поні, а також знизили репутацію марварі до такої міри, що навіть вуха породи, що нахилені всередину, висміювались як аборигенні мітки. Індійська незалежність, разом із застарілістю і неактуальністю кінноти, призвела до зменшення потреби в марварі, і багато тварин згодом були вбиті. У 1950-х роках багато індійських дворян втратили свою землю, а отже, більше не змогли доглядати за тваринами, в результаті чого багато коней марварі утилізувалися як в'ючні, кастровані або еліміновані. Порода була на межі зникнення, поки втручання махараджі Умейд Сінгхджі в першій половині 20 століття не врятувало коней марварі. Його роботу продовжив власний онук махараджа Гадж Сінгх II.
Британська конярка на ім’я Франческа Келлі заснувала у 1995 році групу під назвою «Марварі Кровні лінії» з метою популяризації та збереження марварійського коня у всьому світі. У 1999 році Келлі та Рагувендра Сінгх Дандлод, наступниця індійського дворянства, очолили групу, яка заснувала Товариство корінних коней Індії (до складу якого входить Товариство коней Марварі), спільноту, яка співпрацює з урядом, заводчиками, та громадськості для популяризації та збереження породи. Наприкінці 2007 р. було оголошено про плани створення племінної книги для породи — спільного підприємства між Індійським товариством коней Марварі та індійським урядом. Процес реєстрації був розпочатий у 2009 році, коли було оголошено, що Кінське товариство Марварі стало урядовим органом, єдиним уповноваженим урядом товариством реєстрації коней марварі. Процес реєстрації включає оцінку коня за стандартами породи, під час якої записуються унікальні ідентифікаційні ознаки та фізичні проміри. Тепер після оцінки коня клеймують холодним способом з його реєстраційним номером і фотографують.